# FACE YOURSELF
『FACE YOURSELF』（フェイスユアセルフ）は、韓国の男性アイドルグループBTS（防弾少年団）の日本での3枚目のオリジナル・アルバム。2018年4月4日にユニバーサルミュージックジャパンより発売。7曲目に収録されている「Don't Leave Me」は2018年4月から放送されている坂口健太郎主演の関西テレビ制作・フジテレビ系のドラマ『シグナル 長期未解決事件捜査班』の主題歌に起用された。

## プロモーション
メンバーのJ－HOPEとJIMINが来日し、2018年2月7日日本テレビ「PON」、2月13日NHK-FM「ミュージックライン」、火曜サプライズ、2月17日 AbemeでTV「FACE YOURSELF」リリース＆緊急来日記念SP、2月21日「ZIP!」、3月5日「Rの法則」、3月13日「今夜はナゾトレ」に出演。
メンバーのJ-HOPE、JIMIN、Vが3月10日「音ボケPOPS」に出演。4月7日発売の雑誌「S Cawaii!」5月号に掲載。4月14日-15日メンバー個別握手会が開催された。

## 仕様
初回限定盤3種と通常版1種類で発売され、3枚同時予約特典が7種、それぞれにイベント参加応募抽選券（シリアルナンバー）が特典として封入された。

## 収録曲
| #         | タイトル                       | 作詞                | 作曲                                                                                                  | 時間  |
| --------- | ------------------------------ | ------------------- | --- | ----- |
| 1.        | 「INTRO : Ringwanderung」      |                     | UTA 、 Andrew Taggart 、 Pdogg 、 Ray Michael Djan Jr. 、 Ashton Foster 、 Sam Klempner 、 RM         | 1:26  |
| 2.        | 「Best Of Me -Japanese ver.-」 |                     | Andrew Taggart 、 Pdogg 、 Ray Michael Djan Jr. 、 Ashton Foster 、 Sam Klempner 、 RM 、 Hitman Bang | 3:47  |
| 3.        | 「血、汗、涙 -Japanese ver.-」 | KM-MARKIT(日本語詞) | Pdogg 、 RM 、 Suga 、 J-Hope 、 Hitman Bang 、 Kim Do-Hoon                                           | 3:36  |
| 4.        | 「DNA -Japanese ver.-」        | KM-MARKIT(日本語詞) | Pdogg 、 Hitman Bang 、 Kass 、 Supreme Boi 、 Suga 、 RM                                             | 3:43  |
| 5.        | 「Not Today -Japanese ver.-」  | KM-MARKIT(日本語詞) | Pdogg 、 Hitman Bang 、 RM 、 Supreme Boi 、 Adora 、 June                                            | 3:53  |
| 6.        | 「MIC Drop -Japanese ver.-」   | KM-MARKIT(日本語詞) | Pdogg 、 Supreme Boi 、 Hitman Bang 、 J-Hope 、 RM                                                   | 3:58  |
| 7.        | 「Don't Leave Me」             |                     | UTA 、 MIHIRO～マイロ～ 、 Sunny Boy 、 Pdogg                                                         | 3:47  |
| 8.        | 「Go Go -Japanese ver.-」      | KM-MARKIT(日本語詞) | Pdogg 、 Hitman Bang 、 Supreme Boi                                                                   | 3:57  |
| 9.        | 「Crystal Snow」               | KM-MARKIT(日本語詞) | 岡嶋かな多 、 Soma Genda 、 RM                                                                        | 5:23  |
| 10.       | 「Spring Day -Japanese ver.-」 |                     | Pdogg 、 RM 、 Adora 、 Hitman Bang 、 Arlissa 、 Peter Ibsen 、 Suga                                 | 4:36  |
| 11.       | 「Let Go」                     |                     | UTA 、 MIHIRO～マイロ～ 、 JUN 、 Sunny Boy                                                           | 4:59  |
| 12.       | 「OUTRO : Crack」              |                     | UTA                                                                                                   | 1:14  |
| 合計時間: | 合計時間:                      | 合計時間:           | 合計時間:                                                                                             | 44:19 |